# Vattendrag

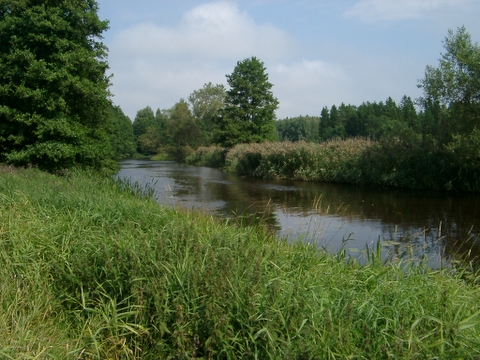
Tämnarån är ett vattendrag i Uppsala län.

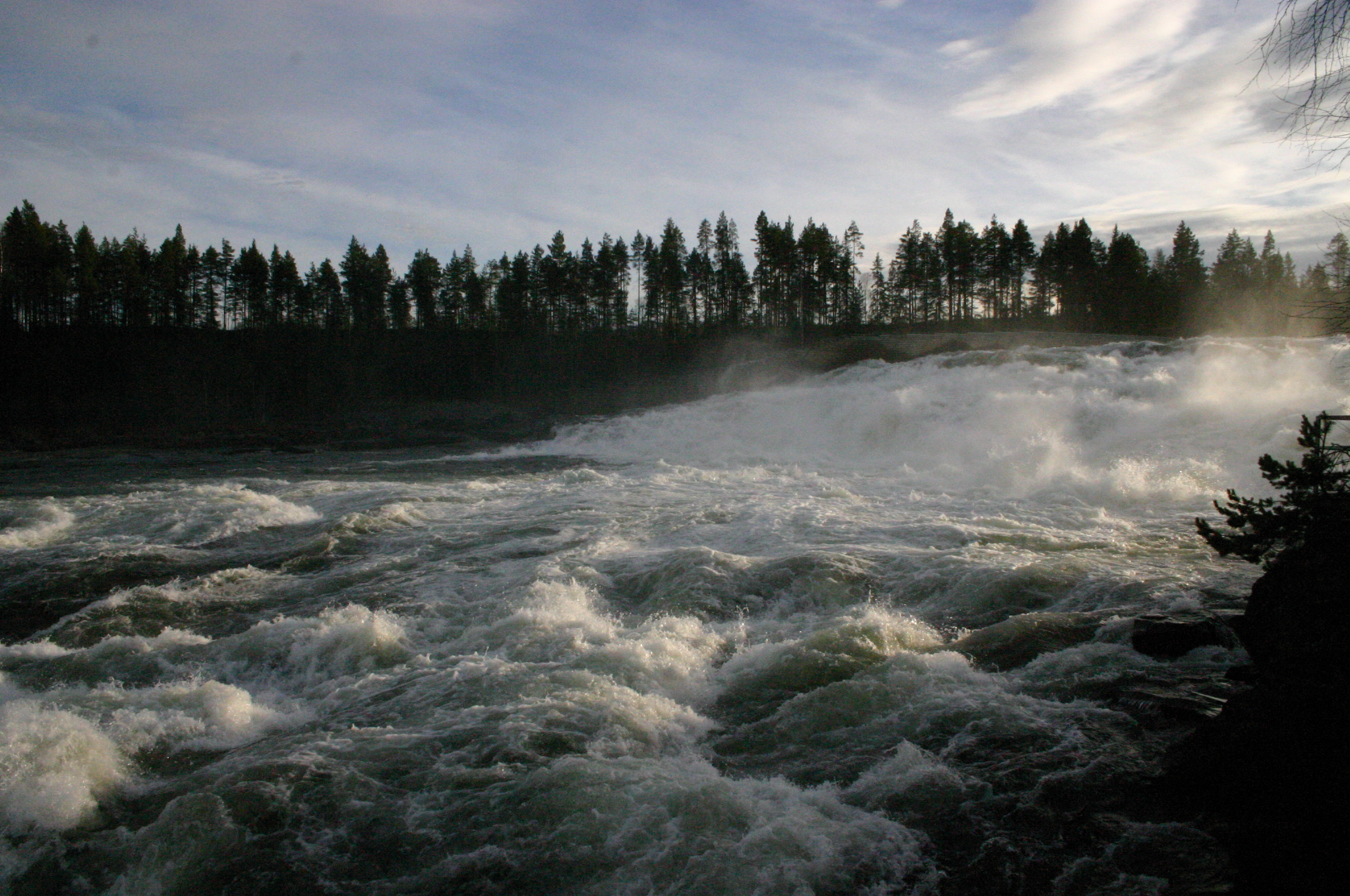
Storforsen i Piteälven.

Ett vattendrag är en sötvattenmassa som drivs genom landskapet av gravitationen, från högre belägna till lägre områden, och som vanligen mynnar ut i hav eller i en insjö.

## Typer och indelningar
Vattendrag kan delas in i bäckar, åar, älvar och floder. Det finns dock inga fastställda kriterier för indelning och benämning av olika typer av vattendrag i Sverige. Vilken benämning som används styrs av vattendragets storlek och flöde, men beror också till stor del på var i Sverige och i världen som vattendraget är beläget.

### Bäck och å
Över hela Sverige benämns mindre vattendrag för bäck. Lite större vattendrag kallas för å. Det är oftast storleken som avgör om ett vattendrag kallas för bäck eller å. I Norrland kan även lite större vattendrag kallas bäckar.

### Flod
I Sverige används oftast flod som samlingsbegrepp för olika vattendrag, men det är en ovanlig benämning på specifika vattendrag belägna i Sverige. Lite större vattendrag belägna utanför Sverige och Norden benämns dock ofta som flod.

### Fors, älv och ström
Partier i ett vattendrag med höjdskillnader och vattenfall kallas för en fors. Ett större vattendrag med forsar beläget i norra Sverige kallas oftast för älv. Benämningen "älv" används även för större vattendrag i Norge och Finland. I Värmland kan även mindre vattendrag ha slutledet "-älven" i sina namn. Det sydligaste belägna vattendraget som benämns älv är Göta älv. Andra vattendrag i Mellansverige med liknande karaktär men med utlopp i Östersjön benämns istället ström.

## Ursprung och karaktär
I allmänhet har vattendragen sitt ursprung i ett källsprång, ett träsk, en sjö eller en smältande glaciär. Detta ursprung kallas källflöde.
Ett vattendrag kan antingen vara permanent eller periodiskt. Ett periodiskt vattendrag innebär att där bara finns vatten under delar av året, eller periodiskt mycket mer sällan än så. Detta kan bland annat bero på snösmältning, regn- och torrperioder.
Riktningen eller utsträckningen av ett vattendrag kallas vattendragets lopp, fördjupningen eller fåran där vattendraget flyter fram och vilken den oftast själv urholkat, benämns bädd eller kanal, och de vanligen sluttande stränderna eller sidorna kallas bank. När två vattendrag möts kallas det större av dem för huvudgren och det mindre för biflöde eller biflod. Där större vattendrag, som floder eller åar, rinner genom relativt flacka områden, kan översvämningar bilda flodslätter (flodplan). I flacka områden kan vattendraget bilda meanderslingor, då det börjar vindla sig och orma sig genom landskapet genom att erodera nya fåror. Ibland skär floden genom en vindling, och kortar av fåran och en korvsjö kan bildas. 

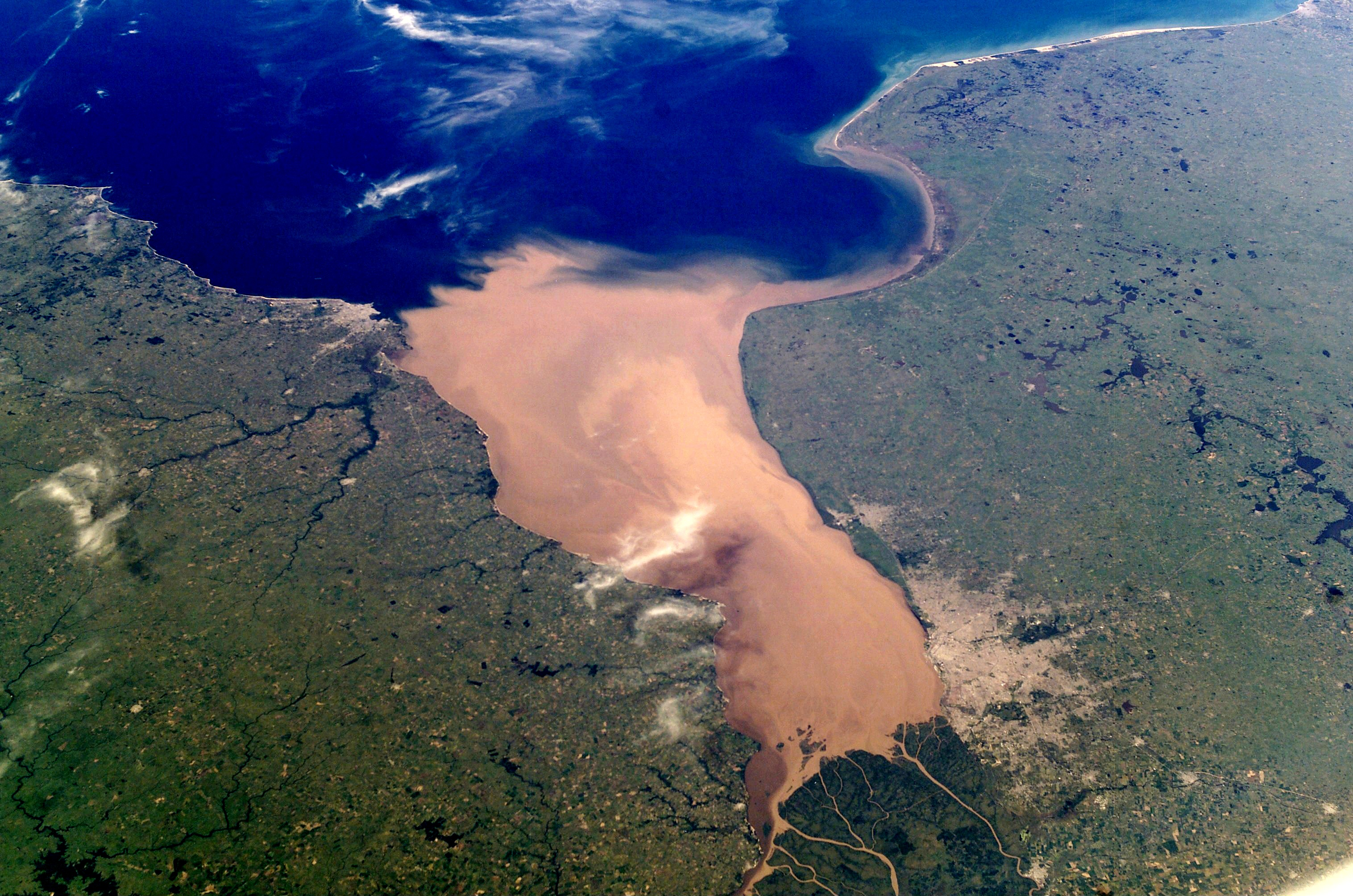
Río de la Platas estuarium.

Nedersta delen av ett vattendrag, där den rinner ut i något större vatten, kallas mynning eller utlopp. Ofta består utloppet av flera grenar. Där marken och strandbottnen vid utloppet är låga och jämna, kan sedimentet som vattendraget för med sig bilda ett delta. I större vattendrag vars lopp mynnar ut i havet och påverkas av tidvatten kan ibland saltvattnet i havet och sötvattnet i floden blandas upp och estuarier bildas.
Hela det landområde från vilket ett vattendrag med sina tillflöden uppsamlar och avleder vattnet, kallas vattendragets avrinningsområde. Flera avrinningsområden kan sammanlöpa och förena sig i den större ytfördjupningen av en insjö eller innanhav och bildar på detta sätt ett huvudavrinningsområde. Därför talar man till exempel om Dalälvens avrinningsområde, Themsens bassäng, Mälarbassängen eller Mälarbäckenet, Östersjöns och Medelhavets bassänger och så vidare.

## Ekologi
Ett vattendrags ekologi påverkas till stor del av den omgivande marken och fallhöjden i avrinningsområdet. Fallhöjden påverkar vattendragets hydromorfologi och avgör om vattendraget ska forsa eller vara lugnflytande. Ett vattendrag med hög fallhöjd är ofta mer stenigt än ett lugnflytande. Andelen skog och åkermark i avrinningsområdet avgör vattenkemin. En stor andel skog ger en högre halt humus vilket färgar vattnet brunt och sänker pH-värdet.
Vattendrag har ofta begränsad primärproduktion, detta innebär alltså att basen i näringskedjan inte består av fotosyntetiserande organismer. Undantaget vissa större floder som kan ha en ganska stor primärproduktion. Detta innebär att ekosystemet i vattendraget är beroende av externt material som löv, grenar och landinsekter från landmiljön. Löv sönderdelas och äts av viss vattenlevande insekter som husmaskar, sävsländor och fjädermyggor. Andra insekter betar den biofilm av bakterier som finns på alla ytor i ett vattendrag och som livnär sig på löst organiskt material. Dessa blir sedan föda för andra organismer som trollsländor och fiskar.
Den 30–50 meter breda zonen närmast vattendraget formar därför till stor del miljön i vattendraget. Denna vattennära zon bidrar bland annat med att:
1. Jämna ut vattendragets kraft:  Meandringen hos ett vattendrag, kombinerat med strandnära vegetation minskar erosionen och skadorna vid en översvämning.
2. Fångar sediment: Suspenderat material fångas upp av strandvegetationen och fungerar som ett filter mot land där lerpartiklar från jordbruk kan fångas upp.
3. Filtrerar föroreningar från ytavrinning: Den vattennära vegetationen fångar upp fosfor och bekämpningsmedel vilket minskar belastningen på vattendraget.
4. Skapar spridningskorridorer: Den vattennära zonen skapar möjligheter för akvatiska och terresta organismer att förflytta sig genom ett påverkat jordbrukslandskap eller skogsbrukslandskap som annars kan utgöra spridningsbarriärer.
5. Träd skuggar vattendraget och bistår med löv och grenar som utgör basen för många vattendrags ekosystem.
6. Trädens skuggning sänker temperaturen vilket gör att vattnet kan hålla mer syrgas.

### Hot mot vattendragets flora och fauna

#### Kemiska hot och grumling
Vattendragets flora och fauna påverkas av markanvändningen i avrinningsområdet. Ett vattendrags flora och fauna kan därför sägas spegla sin omgivningsmiljö. Som ett exempel beror halterna av övergödande växtnäringsämnen, pesticider och mängden grumlande partiklar i vattnet på andelen jordbruksmark och tätort i avrinningsområdet. Modernt skogsbruk bidrar också till grumlingen av vattendragen. De grumlande partiklarna sätter igen lekbottnar för lax, öring och uppväxtbottnar för flodpärlmusslan. I jordbruks- och skogsmark tas ofta de omgivande träden bort.

#### Vandringshinder
Dammar och felaktigt anlagda vägtrummor skapar vandringshinder i vattendrag vilket fragmenterar populationer och stoppar lekvandrande fiskar som lax, öring, ål, asp och nejonögon från att nå sina lekområden. Dammar och vattenkraftverk skapar genom sina lång- och korttids regleringar en onaturlig flödesregim.

#### Markavvattningar
Markavvattningar som utdikningar, täckdiken och rensningar minskar markens förmåga att kvarhålla överskottsvatten, vilket leder till en förändrad flödesregim i vattendraget. Våtmarker och ej dikad mark håller kvar överskottsvattnet längre och jämnar följaktligen ut flödena bättre i vattendraget under året. Grundligt dikade marker leder därför till höga men korta vårfloder och låga sommarflöden i utdikade avrinningsområden. Dessa kraftiga svängningar i vattendragens vattenstånd resulterar ofta i kraftigt störda ekosystem där sommarflödena är för små för att kunna hålla fiskpopulationer.

#### Flottning
Under flottningsepoken rensades vattendragen på sten och vallades ofta in för att underlätta flottningen. Stenar i vattendrag utgör levnadssubstrat för mikroorganismer, insekter, maskar och snäckor. I och med att stenarna har tagits upp ur vattendraget minskar även ytan för dessa organismer att leva på vilket gör att både antalet arter och individer minskar. Effekten för fisk blir att det blir ont om föda och fiskynglen får ont om gömställen. Dessutom förstörde rensningarna fiskarnas lekbottnar vilket gjorde att reproduktionen störts. De sammantagna effekterna är att flera fiskpopulationer har utrotats eller kraftigt försvagats.

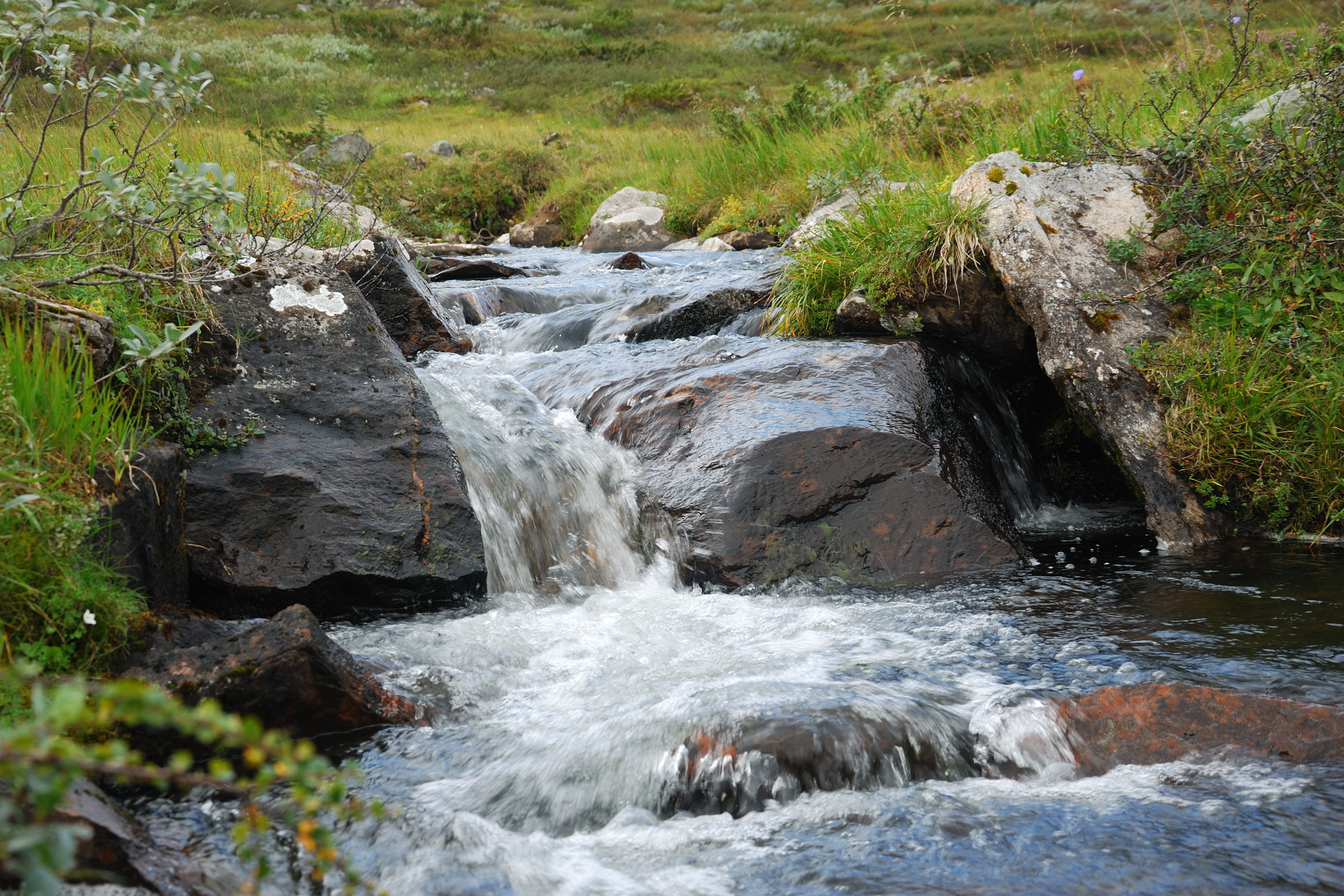
En fjällbäck i Ljungdalen, i nordvästra Härjedalen.